# Neotorularia tetracmoides
Neotorularia tetracmoides är en korsblommig växtart som först beskrevs av Pierre Edmond Boissier och Heinrich Carl Haussknecht, och fick sitt nu gällande namn av Ian Charleson Hedge och Jean Joseph Gustave Léonard. Neotorularia tetracmoides ingår i släktet Neotorularia och familjen korsblommiga växter. Inga underarter finns listade i Catalogue of Life.